# 烏爾里希斯峰
46°31′55.4″N 7°58′02.3″E / 46.532056°N 7.967306°E

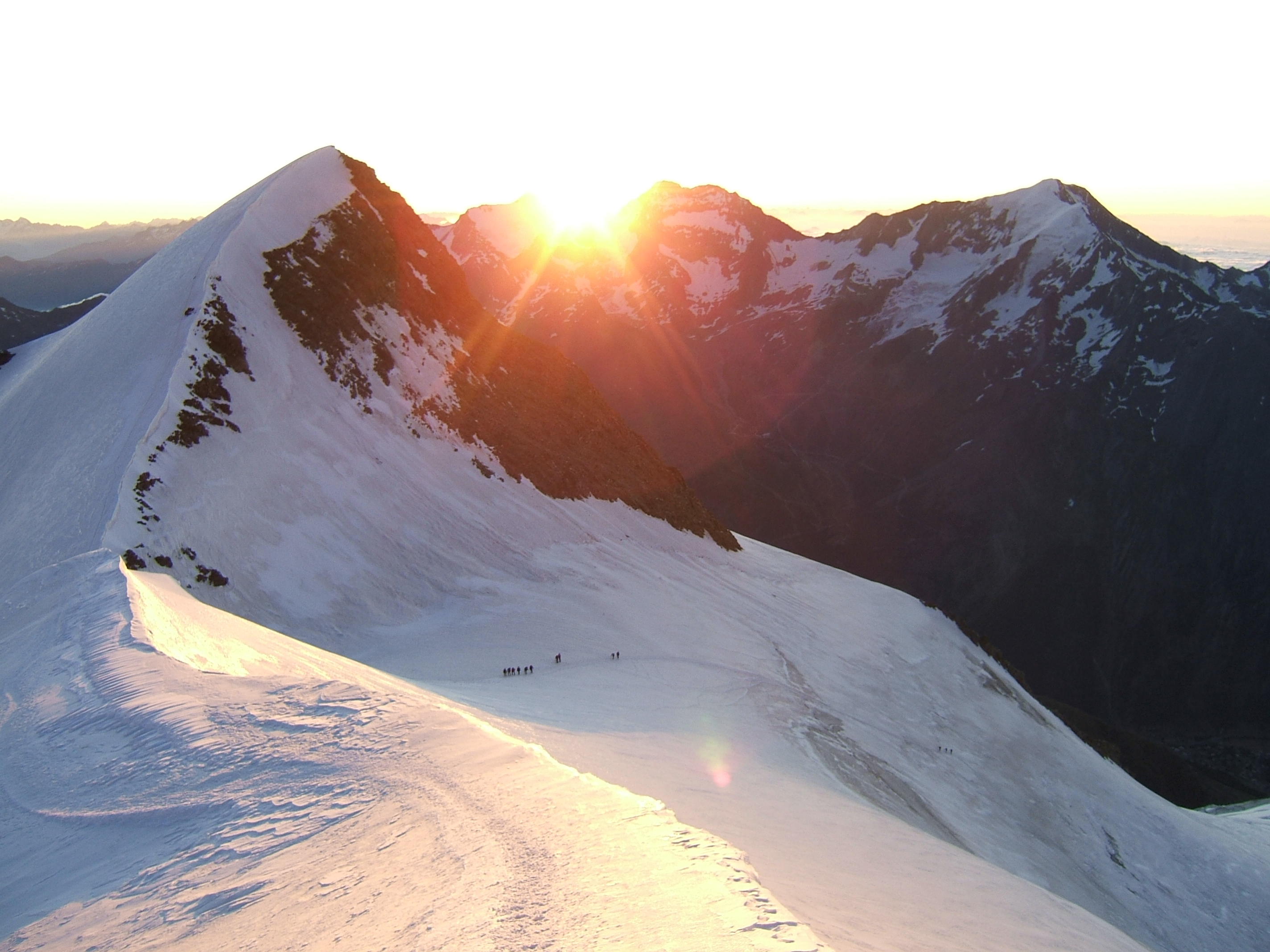

烏爾里希斯峰（Ulrichshorn），是瑞士的山峰，位於該國南部，由瓦萊州負責管轄，屬於本寧阿爾卑斯山脈的一部分，海拔高度3,925米，人類在1848年8月10日首次登上該山峰。